# Marco Antonio Palacios
Marco Antonio Palacios Redorta, más conocido como el Pikolin, (Ciudad de México, 6 de marzo de 1981) es un exfutbolista mexicano. Jugó como defensa central. Es hermano gemelo del también exjugador de fútbol, Alejandro Palacios, quien jugaba como portero. El apodo de los hermanos Palacios se debe a que ellos jugaron en un equipo llamado "Los Pikolines" en un torneo de barrios en la Ciudad de México. Fue participante de Exatlón México. Actualmente se desempeña como Director Técnico del Club Deportivo Guadalajara en su división sub-15

## Trayectoria

### Pumas de la UNAM
Para el Apertura 2003 es promovido al primer equipo de los Pumas procedente de los Albinegros de Orizaba de la Primera "A" donde tuvo una destacada actuación. Es hermano mellizo del también jugador Puma Miguel Alejandro Palacios, a ambos se les conoce como los "Pikolines". Hugo Sánchez le da la oportunidad de debutar en la fecha 2 del Clausura 2004 y lo hace con total entrega, siendo todo un atractivo por su actitud y disposición.
El "Pikolín" se va afianzando en el equipo universitario y a partir del Clausura 2006 ya tiene una participación constante ya sea como defensa central, posición que maneja bien. Incluso, en momentos de apremio es usado como delantero por su gran estatura.

### Tiburones Rojos de Veracruz
Pasa a préstamo con el Veracruz en el Apertura 2007, teniendo pocos minutos de juego al finalizar el torneo con Veracruz, el mismo jugador pidió su salida del equipo.

### Pumas de la UNAM (Segunda Etapa) y Morelia
Para el Clausura 2008 fue anunciado como segundo refuerzo volviendo al equipo de sus amores, siendo campeón 2 años después Clausura 2009 y Clausura 2011.
Fue puesto transferible el 24 de noviembre de 2014. Y Monarcas Morelia lo contrató aunque sólo duro dos torneos para luego quedarse sin equipo, esto derivó al retiro del futbolista ya que nadie quiso contar con sus servicios.

## Clubes
| Club                        | País   | Año         |
| --------------------------- | ------ | ----------- |
| Pumas de la UNAM            | México | 2003 - 2007 |
| Tiburones Rojos de Veracruz | México | 2007        |
| Pumas de la UNAM            | México | 2008 - 2014 |

## Palmarés

### Campeonatos nacionales
| Título                     | Club | País   | Año    |
| -------------------------- | ---- | ------ | ------ |
| Primera División de México | UNAM | México | C-2004 |
| Primera División de México | UNAM | México | A-2004 |
| Primera División de México | UNAM | México | C-2009 |
| Primera División de México | UNAM | México | C-2011 |

## Exatlón
Marco participó en el reality de TV Azteca: Exatlón México donde resultaría eliminado.